# Epicondilitis
La epicondilitis, conocida también como codo del tenista, es una lesión caracterizada por dolor en la cara externa del codo, en la región del epicóndilo, eminencia ósea que se encuentra en la parte lateral y externa de la epífisis inferior del húmero. Es provocada por movimientos repetitivos de extensión de la muñeca y supinación del antebrazo, lo que ocasiona microrroturas
fibrilares y reparación inadecuada de los tendones de los músculos que se originan en la región del epicóndilo, principalmente del tendón del músculo extensor radial corto del carpo.
Aunque es denominada codo de tenis o codo del tenista, no se restringe a los jugadores de tenis: cualquier persona que realice trabajos que impliquen movimientos repetidos de supinación del antebrazo y extensión de muñeca es susceptible de sufrir la afección.
La epicondilitis recibe a veces el nombre de epicondilitis lateral, para diferenciarla de la epitrocleitis, también llamada epicondilitis medial o codo de golfista, en la que el dolor se localiza en la porción interna del codo.
Por lo general se reconoce a Runge como el primero que describió esta dolencia en 1873. El término codo de tenista fue utilizado por primera vez en 1883 por Major en su trabajo "Lawn-tennis elbow".

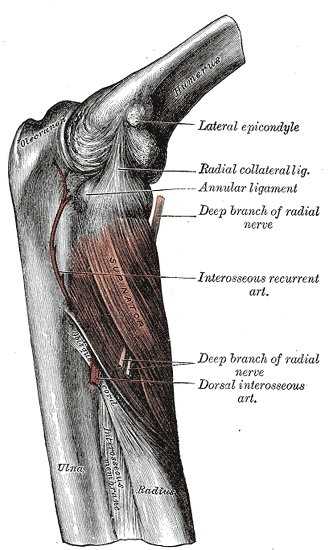

## Etiología
Se han propuesto diversos mecanismos fisiopatológicos para el codo del tenista. Sin embargo, para los propósitos clínicos, vale la pena considerar la afección como: 1. Tendinitis de las músculos extensores del antebrazo o 2. Síndrome de fibromialgia localizada. Puede ser producido por un traumatismo directo de los tejidos blandos laterales del codo, pero es más común que resulte de las actividades que requieren apretar repetidamente la mano en combinación con rotación continua del codo. Además, es provocada por movimientos repetitivos en los que se realiza la extensión de la muñeca, el estrés y la supinación del antebrazo, lo cual ocasiona una tendinitis que afecta los tendones de los músculos que se insertan en el epicóndilo: músculo extensor radial corto del carpo, músculo extensor común de los dedos, músculo extensor propio del meñique, músculo extensor cubital del carpo y músculo supinador corto.
Se acepta generalmente que el codo del tenis es causado por microtraumas repetidos, o desarrollarse desgarros microscópicos, seguidos de degeneración mucinoide de origen tendinoso. En los procesos agudos se han observado cambios inflamatorios, pero estos están ausentes si la lesión se hace crónica. En estas fases crónicas se habla de tendinosis, proceso degenerativo de las fibras del tendón. Esto podría explicar por qué los tratamientos con corticoesteroides tienen poco impacto en las etapas crónicas de la enfermedad. 
La incidencia máxima de epicondilitis tiene lugar entre los 34 y 54 años. No se han demostrado diferencia en frecuencia entre hombres y mujeres, pero la lesión es más frecuente en el codo que corresponde a la mano dominante.
Además existe una relación clara con ciertas actividades profesionales o la práctica de deportes de raqueta. En muchas ocasiones la epicondilitis se considera enfermedad profesional y está relacionada con la repetición continua de ciertos movimientos en algunas profesiones: pintores, trabajadores de la construcción, leñadores, mecánicos, carniceros, fontaneros, chapistas, tatuadores y carpinteros o ebanistas.

## Síntomas
- Dolor en la parte externa del codo, sobre el epicóndilo.[9]
- Dolor e impotencia funcional con los movimientos de extensión de la muñeca y supinación del antebrazo.[9]
- Dolor a la palpación de la zona epicondílea y con acciones simples como elevar una botella o una jarra o tomar una taza de café, también en deportes, por ejemplo al ejecutar el golpe de revés en el tenis, pádel o bádminton.[9]
- El dolor suele ceder durante la noche y con el reposo.[9]
- En ocasiones puede llegar a convertirse en un proceso crónico que requiere cirugía.[9]
- No suelen referir clínica acompañante de origen neurológico, pero el dolor puede irradiarse hacia el brazo y el antebrazo.[9]

## Exploración clínica y pruebas
El diagnóstico es meramente clínico, siendo muy sugerentes los síntomas y signos que refiere el paciente. La exploración radiológica mediante rayos X raramente demuestra alguna anormalidad. A menudo habrá dolor a la palpación en la región del epicóndilo, a la presión o al solicitar al paciente ciertas maniobras que ponen en tensión la musculatura epicondílea.
Hay también dolor alrededor del codo y en la zona epicondílea cuando se realiza la extensión de la muñeca y sobre todo si se realiza contra resistencia, al igual que con la extensión forzada de los dedos.
Existen además test ortopédicos para el diagnóstico como la prueba de Cozen, el test de Mill o la prueba de la silla.

## Tratamiento
El objetivo del tratamiento es aliviar o eliminar el dolor y la inflamación. Las diferentes posibilidades son las siguientes:
- Antiinflamatorios no esteroideos (AINES) administrados por vía oral en forma de comprimidos, o por vía tópica en forma de cremas o geles.
- Reposo de la articulación. Implica reducción de las actividades que provoquen el dolor, disminuyendo el tiempo de actividad y la intensidad del esfuerzo.
- Fisioterapia, mediante la aplicación de calor local, ultrasonidos, electroterapia, láser, técnicas de masaje, ondas de choque, realización de ciertos ejercicios y otras técnicas.[12] Existen en general pocos estudios que demuestren la superioridad terapéutica de alguno de estos procedimientos sobre el resto.[11]
- Infiltración, que en un comienzo consistía en inyección local de corticoides asociados o no a un anestésico local. Las infiltraciones con corticoides inyectados alrededor del epicóndilo pueden resolver los episodios de dolor durante semanas o meses, aunque las molestias tienden a recurrir en un plazo mayor. En ocasiones se realizan tres infiltraciones sucesivas con intervalos de una semana entre ellas.  Existe un pequeño riesgo de rotura local de la inserción del tendón y del propio tendón. Este riesgo aumenta en función del número de infiltraciones. Últimamente se ha demostrado que la infiltración con plasma rico en plaquetas es superior a la infiltración con corticoides en estudios al azar, prospectivos, doble ciego (evidencia nivel I), reduciendo el dolor y mejorando la capacidad funcional.[13]
- Terapia ocupacional. Es recomendable limitar los movimientos que producen la patología. Un estudio ergonómico del puesto de trabajo para evitar los movimientos repetitivos que provocan la enfermedad puede ser la clave de su curación.
- Cirugía. Está recomendada en ciertos casos que no responden a ninguna de las medidas anteriores. Puede realizarse mediante incisión abierta o con la técnica de artroscopia. Generalmente se practica la sección quirúrgica del tendón del músculo extensor carpi radialis brevis a nivel de su inserción en el epicóndilo (tenotomía). La intervención puede realizarse bajo anestesia local o general.[14]

## Ejercicios y estiramientos
La fisioterapia puede aportar gran ayuda al tratamiento de la epicondilitis con tratamientos que abarcarán desde el estiramiento, el masaje (o automasaje) hasta la reprogramación o fortalecimiento.
Es primordial conocer la mecánica por la cual estos músculos se ven afectados para adaptar el tratamiento a este origen.
Es por eso que se realizarán casi siempre estiramientos de los músculos antagonistas a los epicondíleos, es decir, los flexores del codo y muñeca y potenciación o reprogramación de los epicondíleos afectados, ya que se les considerará funcionalmente perdedores o vencidos con respecto a los primeros.
Además la atención y tratamiento de la zona cervical y transición cervico-torácica será de gran utilidad para la resolución de esta molesta lesión.

## Complicaciones
- Recurrencia de la lesión.
- Ruptura de los tendones debido a infiltraciones repetidas.